# Aidia jambosoides
Aidia jambosoides là một loài thực vật có hoa trong họ Thiến thảo. Loài này được (Valeton) Ridsdale mô tả khoa học đầu tiên năm 1996.